# Stazione di Riola
La stazione di Riola è una stazione ferroviaria posta sulla linea Bologna-Pistoia. Serve il centro abitato di Riola, frazione del comune di Vergato, nella città metropolitana di Bologna.

## Storia
Il 2 settembre 1912 la stazione fu teatro di un grave incidente ferroviario: il treno diretto n. 34 proveniente da Firenze investì sugli scambi di ingresso il treno merci 1586 in manovra.
Il 28 ottobre 1927 venne attivato l'esercizio a trazione elettrica a corrente alternata trifase; la linea venne convertita alla corrente continua il 13 maggio 1935.

## Movimento
Il servizio passeggeri è costituito dai treni della linea S1 (Porretta Terme-Bologna Centrale-Pianoro) del servizio ferroviario metropolitano di Bologna, cadenzati a frequenza oraria, con rinforzi alla mezz'ora nelle ore di punta.
I treni sono effettuati da Trenitalia Tper nell'ambito del contratto di servizio stipulato con la regione Emilia-Romagna.
A novembre 2019, la stazione risultava frequentata da un traffico giornaliero medio di circa 852 persone (441 saliti + 411 discesi).

## Servizi
La stazione è classificata da RFI nella categoria silver.